# Sallinge Å
Sallinge Å är ett vattendrag på ön Fyn i Danmark.  Ån, som är en biflod till Odense Å, ligger i Region Syddanmark, i den södra delen av landet.  